# Клуб 27
Клуб 27 је израз који се у поп култури користи за групу рок и блуз музичара који су умрли у 27. години живота. Године 1970. и 1971. десиле су се три смрти које су потресле свет. Умрли су Џими Хендрикс 8. септембра 1970, Џенис Џоплин 4. октобра 1970. и Џим Морисон 3. јула 1971. све троје у 27. години, музичари и све троје на врхунцу каријере.
У ову групу се убрајају:
| Слика | Име             | Датум смрти         | Званични узрок смрти                                        | Старост              |
| ----- | --------------- | ------------------- | ----------------------------------------------------------- | -------------------- |
|       | Александар Леви | 7. јануар 1892.     | Непознат.                                                   | 27 година и 28 дана  |
|       | Брајан Џоунс    | 3. јул 1969.        | Утопио се у базену.                                         | 27 година и 125 дана |
|       | Џими Хендрикс   | 18. септембар 1970. | Компликације након комбиновања таблета за спавање са вином. | 27 година и 295 дана |
|       | Џенис Џоплин    | 4. октобар 1970.    | Највероватније предозирање хероином.                        | 27 година и 258 дана |
|       | Џим Морисон     | 3. јул 1971.        | „срчани удар“, аутопсија никада није обављена.              | 27 година и 207 дана |
|       | Курт Кобејн     | 5. април 1994.      | Самоубиство.                                                | 27 година и 44 дана  |
|       | Ејми Вајнхаус   | 23. јул 2011.       | Случајно тровање алкохолом.                                 | 27 година и 312 дана |

## Други музичари који су умрли у 27. години
- Давор Бобић - Москри (1977–2005) – Београдски хип-хоп музичар, МЦ, члан култног београдског хип-хоп тројца "Прти Бее Гее". Био је улични песник и симбол генерација које су одрастале на београдском асфалту деведесетих година. Ироничан, духовит, аутодеструктиван и луцидно интелигентан, Давор Бобић је на јединствен начин осликао свет у којем је живео и оставио је неизбрисив траг са собом. Нажалост, предозирао се наркотицима са 27 година. Једини српски члан "Клуба 27".
- Роберт Џонсон (1911–1938) – блуз музичар, самоубиство отровом.